# Prenzlauer Berg Museum

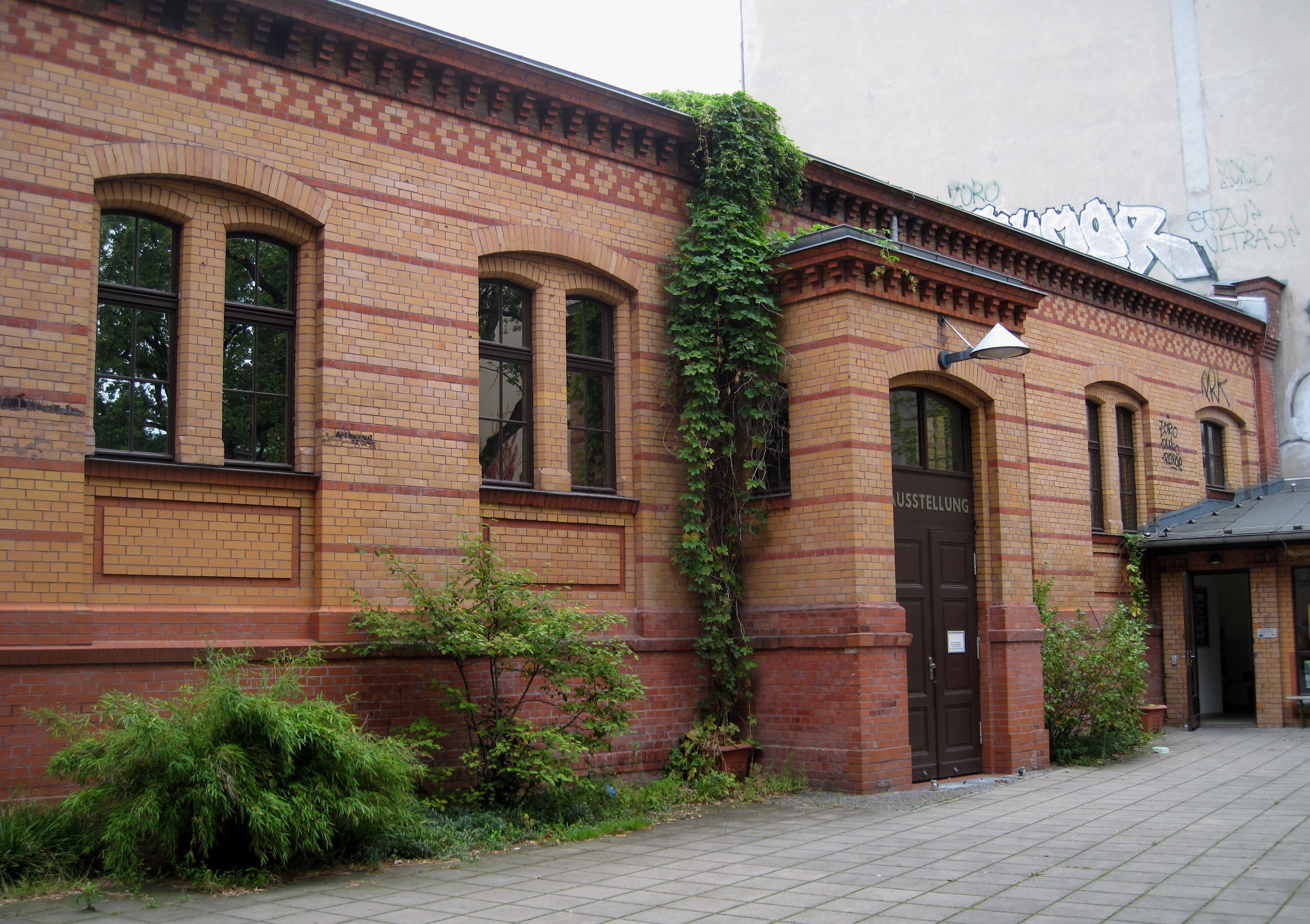
Ausstellungsgebäude des Museums ist die ehemalige Turnhalle der 105. und 121. Gemeindeschule, errichtet im Jahr 1886 von Hermann Blankenstein (2014)

Das Prenzlauer Berg Museum war ein 1992 entstandenes Museum zur Geschichte des Berliner Bezirks Prenzlauer Berg. Es befand sich im Kultur- und Bildungszentrum Sebastian Haffner an der Prenzlauer Allee 227/228 und unterstand dem Amt für Kultur und Bildung des Bezirks. An seinem Standort ging es am 1. Januar 2001 mit der Bildung des Bezirks Pankow im Museumsverbund Pankow auf, zu dem sich das Prenzlauer Berg Museum, das Panke Museum, die Chronik Pankow sowie das Stadtgeschichtliche Museum Weißensee zusammengeschlossen hatten. Seit 2012 führt der Museumsverbund die Bezeichnung Museum Pankow.

## Allgemeine Informationen
Es war nicht nur Anliegen des Prenzlauer Berg Museums, die regionalgeschichtliche Sammlung Prenzlauer Bergs zu sichern, sondern ebenfalls den schnellen Wandel des Bezirks zu dokumentieren. Somit umfasste das Prenzlauer Berg Museum ein breites Spektrum an Informationen, die für die Öffentlichkeit in einer Dauerausstellung präsentiert und in projektbezogenen Sonderausstellungen vermittelt wurden.

## Gebäude
Das Museum befand sich in den Räumen der ehemaligen Gemeindedoppelschule, in der Mädchen und Jungen gleichermaßen unterrichtet wurden. Das Gebäude wurde zwischen 1884 und 1886 errichtet. Das Gebäude beherbergt u. a. die Bibliothek am Wasserturm und zusätzlich Unterrichtsräume der Volkshochschule. 

## Dauerausstellung
In der Dauerausstellung Gegenentwürfe – Der Prenzlauer Berg vor, während und nach dem Mauerfall wird ein umfangreiches Bild des Bezirks vermittelt. Sie befindet sich in den beiden unteren Etagen auf den Gängen und in einem Raum im 2. Stockwerk. Informationen über die Geschichte sämtlicher Sakralbauten, Wohlfahrtsbauten und Schulen, Plätze, sowie Handel, Gewerbe und Industrie des Bezirkes werden aufgeschlüsselt, der in jüngster Zeit erfolgte politische und sozioökonomische Wandel wird erläutert.

## Archiv
Zusätzlich verfügte das Prenzlauer Berg Museum über ein Museumsarchiv, welches ebenfalls für die Öffentlichkeit zur Nutzung freistand. Das Archiv ist mittlerweile im Museum Pankow aufgegangen.
Koordinaten: 52° 31′ 59,8″ N, 13° 25′ 13″ O